# Casal da Falagueira de Cima
O Casal da Falagueira de Cima, também conhecido por Casa da Comenda da Ordem de Malta da Amadora e Casa da Ordem de Malta e azenha, é um casal quinhentista de interesse histórico, arquitectónico e também arqueológico na Freguesia de Falagueira-Venda Nova, no Município da Amadora.
Está localizado dentro do Parque Urbano da Ribeira da Falagueira, parque que faz ligação com o novo Parque Aventura.
O Casal pertenceu à Ordem de Malta, que é visível pela existência de vários marcos com a cruz da Ordem de Malta, um dos quais presente na própria estrutura do Casal. Não se conhece a origem e antiguidade deste Casal, mas a primeira referência escrita encontrada refere-se ao ano de 1220.
Este património está classificado como Imóvel de Interesse Municipal desde 2006.